# A Serious Flanders
«A Serious Flanders» (укр. «Серйозний Фландерс») — подвійна, шоста і сьома серії тридцять третього сезону мультсеріалу «Сімпсони». Прем'єра першої частина відбулась 7 листопада , а другої — 14 листопада 2021 року у США на телеканалі «Fox».

## Сюжет
На екрані з'явиться логотип стрімінг-платформи «SIMPFLIX», з кількома серіалами в мережі. Потім «глядач» вибирає та відтворює шоу «A Serious Flanders»…

### 1 частина

#### Вступ
Багатий Техасець намагається втекти від безжального колектора на ім'я Костас Беккер та його підопічних Шеймуса і Коллетт. Зрештою, Техасця захоплюють і вбивають за те, що він не сплатив борг…

#### Розділ 1: The Harder the Good (укр.Чим складніше, тим краще)
Нед Фландерс збирає сміття зі снігу разом Гомером, що робить це за рішенням суду. Спіткнувшись, і впавши зі схилу, Гомер застряг у колоді з торбою, повною грошей ― понад 173 тисячі доларів.
Коли Нед приносить сумку додому, Род і Тодд сваряться, що робити з грошима. Однак Нед пригадує їм, що б зробив його дід, шериф Фландерс. Нед вирішує пожертвувати гроші сиротинцю від імені діда, Неда Фландерса першого.
Тим часом, коли Костас бачить новини про велику пожертву і, звідки Нед взяв гроші, він приїжджає до Спрінґфілда, щоб забрати своє…

#### Розділ 2: The Hippo's Conundrum (укр.Загадка для бегемота)
Від продавця коміксів Шеймус і Колетт дізнаються про те, як знайти Неда, погрожуючи власнику. Після їхнього відходу, Джефф телефонує Жирному Тоні, своєму «тіньовому захисту», і Тоні говорить, що розбереться з ними…
Костас знаходить Неда в церкві і попереджає, що так чи інакше забере гроші. На щастя приходить Барб, керуючу сирітським будинком, з вихованцями, щоб подякувати Неду. Це налякало колектора. Як подяка Нед іде з Барб на побачення. За наказом Бекера Шеймус і Коллетт викрадають Гомера після того, як вони приймають його за Неда (у Сімпсона вдома було багато «позиченої» «власності Неда Фландерса»).

#### Розділ 3: A Donut for the Devil (укр.Пончик для диявола)
Барб запрошує Фландерса до себе додому. Однак, Нед усвідомлює, що вона — колишня дружина Третього Номера Мела, з яким не збирається розривати романтичні відносини. Відчувши огиду, Нед іде від неї.
Тим часом у своєму лігві Костас каже підопічним, що вони схопили не того. Бекер дзвонить Неду, погрожучи вбити Гомера, якщо Нед викличе поліцію. Мардж йде до будинку Неда, щоб перевірити, чи він знає, де Гомер, але Нед бреше їй сказавши, що Гомер поїхав до Шелбівілля. Як не дивно, Мардж це не дуже переконує.
Мардж розшукує Гомера по всьому Спрінґфілді. Вона опиняється в магазині пончиків, де якраз Костас снідає. До Бекера приходить Жирний Тоні та його банда, які протистоять колектору після випадку з продавцем коміксів. Мафія вимагає, щоб Бекер залишив Спрінґфілд, але Костас одноосібно вбиває їх усіх (а також призводить Диско Стю і містера Бернса). Костас щадить Мардж і йде, викинувши службове посвідчення Гомера. З цього Мардж розуміє, що Гомера викрав Костас.
Наприкінці розділу показано, що Гомера катують, Мардж не знає, що робити, а Нед приходить до церкви і сподівається, що Бог може пробачити йому гріх з Барб…

### 2 частина

#### Розділ 4: Tree Money, Where Art Thou? (укр.Грошове дерево, де ж ти?)
Мардж приходить до поліцейського відділку, і говорить, що Костас викрав Гомера. Однак, шеф Віґґам відмовляється за що-небудь братися. Використавши поліцейський комп'ютер Мардж самотужки дізнається, що Костас Бекер приїхав на авто Багатого Техасця.
Тим часом Нед турбується про те, що сталося, і намагається знайти спосіб знайти викуп. Йому стає цікаво, звідки гроші взагалі опинились у дереві…
У минулому дід Неда, шериф Фландерс насправді був корумпованим, брав хабарі від столичної мафії, відвідував нічні клуби і навіть вживав різні наркотики. Однієї ночі, коли мафія вела переговори з братами Сизляками про гроші, які забрав Костас (який тоді був збирачем боргів), обидві банди вступають у перестрілку. В результаті якої гинуть всі, крім одного. Шериф Фландерс стріляє в останнього, забирає гроші і ховає їх у дереві. До шерифа приходить Бекер і вимагає гроші, але Костас випадково вбиває Фландерса. Коли приїжджає поліція, то випадково врізається автомобілем в дерево, збиваючи його зі схилу…

#### Розділ 5: Uff-Da! (укр.От тобі й на!)
У теперішньому, у будинку Багатого Техасця Шеймус і Колетт тримають Гомера. Гомер дізнається, що його викрадачі одружені і святкують десяту річницю. Після того, як Гомер обманом підштовхує їх до бійки, забута на плиті каструля загорається, в результаті чого горить будинок. Хоча через деякий час Шеймус і Колетт миряться, але вогонь розбиває стелю, і ванна розчавлює подружжя… Використавши момент Гомер втікає з дому, і його рятує Мардж.
Тим часом Нед все ще вважає, що Гомера тримають у заручниках. Фландерс вривається в сиротинець Барб, щоб вкрасти гроші, але виявляє, що ключ від сейфа висить у Барб. Він змушений спокусити її, щоб отримати його. Коли Нед від'їжджає з грошима, повз нього проїжджають Гомер з Мардж. Відволікшись Нед розбиває своє авто, і воно загорається. Гомер кидається рятувати Неда, але, побачивши гроші, спочатку намагається врятувати їх і ненавмисно витягує Неда з машини. Городяни вітають Гомера як героя, а Нед змушений тікати і від закону (Барб заявляє, що Фландерс її обдурив), і від Костаса. Мардж, знаючи про справжні егоїстичні наміри Гомера врятувати гроші, починає холодно до нього ставитися.

#### Розділ 6: From Red to Black (укр.Від червоного до чорного)
Через три роки Гомер і Мардж є власниками автомайстерні, і Гомер — досі популярний герой, однак Мардж знає правду і досі злиться на нього. Гомер отримує порожню листівку з Вайомінга, і, потайки від сім'ї, відправляється туди. Він зустрічається з Фландерсами, які переховуються, і передає їм припаси.
Мардж таємно слідує за Гомером і нарешті бачить у ньому порядну людину. На жаль, за нею слідував Костас, який влаштовує засідку на них. На щастя, вони втікають.
Нед вирішує самотужки завершити справу і залишає Гомера і Мардж у безпеці (на що вони з радістю погоджуються). Фландерс починає тікати, але потрапляє на замерзле озеро, без змоги втекти. Коли Костас говорить Неду правду про його дідуся, починається бійка, під час чого Нед хапає боргову книжку Бекера і викидає її на лід. Костас йде за нею, але під ним тріскається лід. Зрештою Костас тоне під розбитим льодом, а Нед рятується…
У фінальній сцені показано долі персонажів: Барт стає скаутом, Віґґам їсть пончики з меморіальною табличкою Жирному Тоні, Гадюка стає священиком, у Барбари з'являється ще один роман із морським капітаном, Фландерси повернулися до свого дому, як і Гомер і Мардж, які возз'єднуються.

## Виробництво
Стримінг-платформу «Simpflix» вперше було представлено на фестивалі Комік-кон у липні 2021 року. Тоді ж було оголошено, що епізод розповідатиме про «запійний перегляд» кримінальних серіалів. Серію дуже надихнули серіал «Фарґо» та кримінальні драми «Netflix».
За словами виконавчого продюсера Метта Селмана, ідея створення епізоду виникла під час тривалого перебування вдома 2020 року. Селман додав: «У команди з'явився час передивитися серіал „Фарґо“. Я написав Сезарю Мезаріегосу „Ти повинен написати Сімпсонівську версію цього“…»
Мезаріегос розповів, що команда довго не могла вигадати назву. Чорновими назвами були: «Flango» «A Serious Flan» і «A Simple Flan».
У борговій книзі Костаса Бекера є закритий борг з Києва, Україна. При цьому назву міста написано помилково, «Kiev». У відповідь на помилкову транслітерацію, Метт Селман відповів, що «Костас — старий, і це був його другий борг 40 років тому, коли він записав його у своїй книзі, тому використовувати сучасне написання було б недоречно…».
Другий розділ мав називатися «Розділ 2: The Spoils of Humility» (укр. Здобич смирення) з початковою сценою, що показувала, як шеф-кухар готує чорничні мафіни, що даруються Фландерсу. Однак, коли Гомер їх куштує, але випльовує.
Спочатку замість містера Бернса мали застрелити Агнес Скіннер, але сцену змінили оскільки було визнано, що це занадто засмучує.
Перукарня, зображена у флешбеці Неда у другій частині, створювалась для вставлення багатьох жартів («бритви в соку огірків замість барбіциду тощо»). Однак через брак часу їх було вилучено.
У виробничої команди було багато обговорень, чи вибір Гомером грошей над порятунком Неда не є надто жахливим, навіть для Гомера.
За задумом Метта Селмана на загальному плані готелю, в якому переховувались Фландерси, повинна була з'явитись снігова людина. Однак, ідею одразу ж відкинули.

## Цікаві факти та культурні відсилання
- Серія натхненна фільмом «Фарґо» 1996 року братів Коен і однойменним серіалом для «Netflix» Ноєма Гоулі[2][3][12].
  - Перша сцена першого розділу, в якій Нед у червоній куртці ходить по льоду, є відсиланням до серіалу «Фарґо»[13].
  - Назва 2 розділу «The Hippo's Conundrum» (укр. «Загадка для бегемота») співзвучна з назвою найпершого епізоду «Фарґо» «The Crocodile's Dilemma» (укр. «Дилема для крокодила»). За словами Мезаріегоса, спочатку команда цього не усвідомлювала, коли пропонувала назву[14].
  - Коли Шеймус губить листок з правильною адресою Неда Фландерса, це є відсиланням до 3 сезону «Фарґо», в якому персонаж Моріс Лефей зробив ту ж помилку[15].
  - Риба в офісі Віґґама взята з офісу шерифа Білл Освальт 1 сезону «Фарґо»[16].
  - Розслідуючи зникнення Гомера Мардж Сімпсон переймає ролі Мардж Ґандерсон з фільму і Моллі Солверсон із серіалу «Фарґо»[17].
  - Під час кінцевих титрів другої частини грає мелодія «Bemidji, MN» Джеффа Руссо, головна музична тема «Фарґо»[18].
- Одним з шоу на «Simpflix» є «Somebody Feed Gill» (укр. «Хтось, нагодуйте Ґіла»), що є відсиланням до тревел-документального шоу Філа Розенталя «Somebody Feed Phil» (укр. «Хтось, нагодуйте Філа»)[19].
- Під час показу назви серії на початку першої частини, грає мелодія «The Ninety and Nine» Берла Айвз[20].
- Коли знищують тіло Багатого Техасця, грає пісня «Uno Esta» Боба Гамфрі[21].
- Коли Гомера тримають у заручниках, його змушують дивитися канадське реаліті-шоу «Property Brothers» (укр. «Брати по майну»)[22].
- Притча про Люцифера і багатоніжку, яку розповідає Костас у бійці з Фландерсом і яку глядач «перемотує» є реальною притчею. За словами сценариста Сезаря Мезаріегос, він почув її, коли раніше працював у похоронному домі[23].

## Ставлення критиків і глядачів
Під час прем'єри серії переглянули 3,47 і 1,66 млн осіб, з рейтингами 1.2 та 0.6 відповідно, що в обидві неділі зробило їх найпопулярнішими шоу на каналі «Fox».
Тоні Сокол з «Den of Geek» дав обидвом частинам п'ять з п'яти зірок, сказавши:
|  | Перша частина сподобається навіть тим, хто не дивиться «Сімпсонів». Вона детальна, з нюансами і перевантажена жартами чи їхніми привидами. |

|  | Друга частина продовжує темп і досконалість першої частини, і лише випереджає її в насолоді, оскільки є напрочуд новою. Для серіалу, який триває вже 33 сезони, це вже само по собі досягнення… Ця класика, що складається з двох частин, задає високу планку сезону. |

Маркус Ґібсон із сайту «Bubbleblabber» дав обидвом серіям оцінку 8/10, сказавши:
|  | Перша частина почала криваву подію з двох частин на правильному шляху. Від комедії до запрошених зірок епізод доводить, що жодна добра справа не залишається безкарною. |

|  | Друга частина є твердим завершенням події. Незважаючи на брак сюжету з Недом і його батьком, в епізоді достатньо жартів та інтриги, щоб поставити гідний виклик християнським віруванням Неда. |

Загалом Ґібсон охарактеризував обидві частини як «приємний подвійний епізод… Він далекий від досконалості, але служить прикладом того, як шоу може належним чином представити розвиток персонажів і ситуації в кількох епізодах».
У грудні 2021 року видання «Rolling Stone» назвало серію однією з кращих серій 2021 року.
Згідно з голосуванням на сайті The NoHomers Club більшість фанатів оцінили серії на 5/5 із середньою оцінкою 4,37/5.